# Місуни (Мядельський район)
Місуни (біл. вёска Місуны) — село в складі Мядельського району Мінської області, Білорусь. Село підпорядковане Старогабській сільській раді, розташоване в північній частині області.